# Моретум
Море́тум (лат. morētum) — простая закуска в древнеримской кухне, которая намазывалась на хлеб.
Моретум состоял из сухого солёного сыра, чеснока, небольшого количества оливкового масла и уксуса, соли, зелени сельдерея, кориандра. Продукты растирались в мягкую массу, которая употреблялась со свежим хлебом. Закуска получила название, возможно, от лат. mortārium (ступа), в которой приготавливалась эта смесь.
Рецепт этого блюда известен не из античных поваренных книг, а из одноимённого стихотворения, возможно, Вергилия из так называемого Appendix Vergiliana. Это блюдо, согласно стихотворению, крестьянин ел на завтрак.